# 住吉台 (大津市)

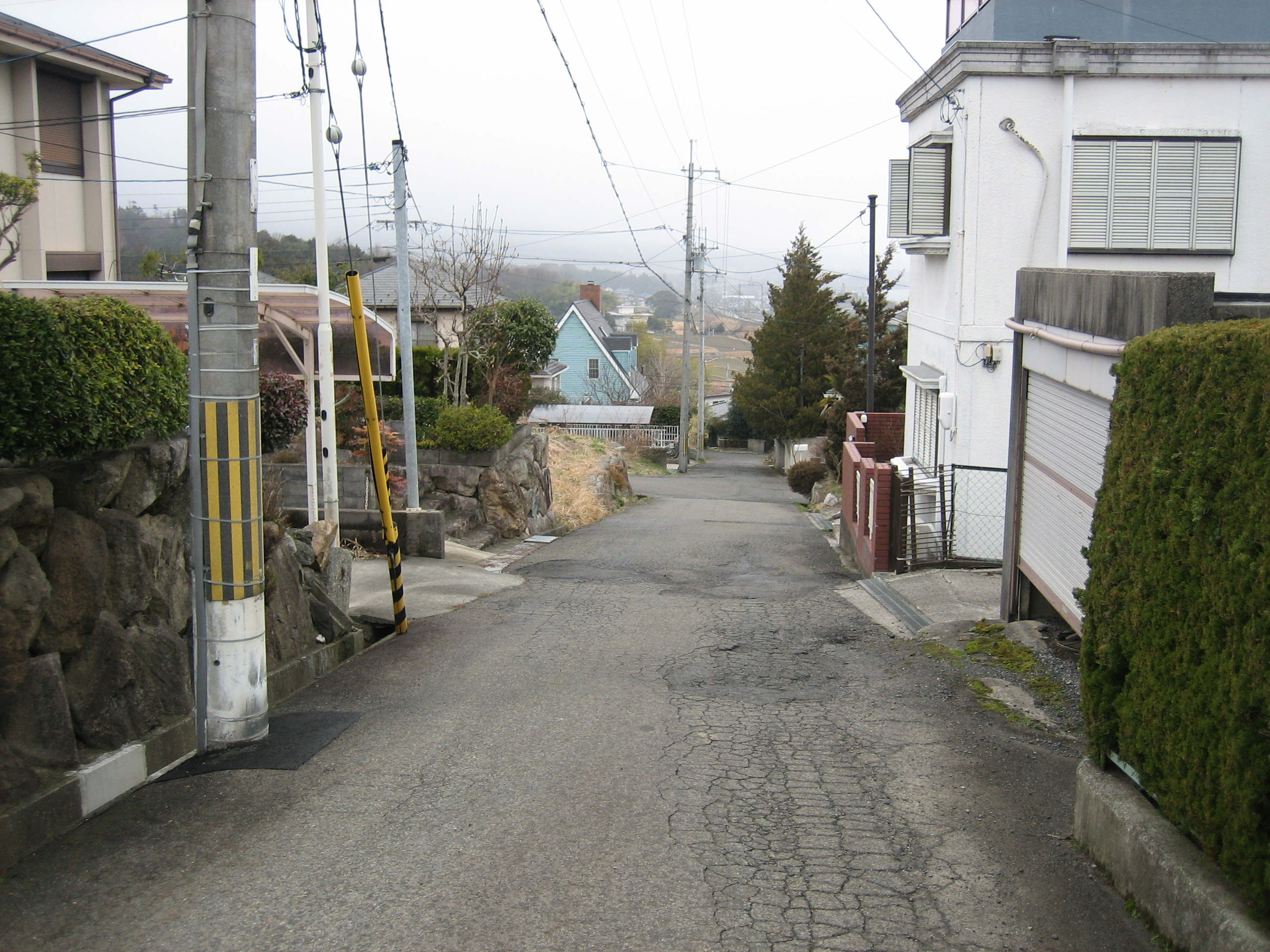
住吉台地区の町並み

住吉台（すみよしだい）は、滋賀県大津市和邇北浜（わにきたはま）の一角にある住宅地区の名称である。

## 概要
和邇駅の北北西約1km、北に真光寺川、南に喜撰川、東に湖西線の線路がそれぞれ沿った区画の内側に位置する。当地区全域が市街化調整区域内に含まれるが、大津市と合併する前の旧志賀町による「認定団地制度」の適用を受けていたため、自己居住用の住宅建築が許可された。1960年代に約12.6ha、23街区に352区画が造成され、2010年（平成22年）現在で500人を超える住民が生活している。1970年（昭和45年）から別荘地として売り出され、現在は数社の宅地開発業者によって宅地分譲が行われている。
当地区は、法務局に保管され、登記のために用いられている地図と、実際の土地の形状、状況や境界が大きく異なる、いわゆる地図混乱問題を全域で抱えており、地区内の土地や道路の権利関係が正式に確定されないまま今日に至っている。そのため、行政による道路や下水道などを始めとする社会基盤整備が進んでおらず、周辺地域と比べて大きく立ち遅れている。

## 放置された地図混乱問題
当地区はもともと山の斜面だった土地を、1960年代に宅地造成業者が買収して宅地開発を行った場所である。この業者は、造成地の中心部にあった農地の宅地転用の許可を得ることが難しかったことから、近くの別の地番を貼り付けて分筆するなど、法務局保管地図の地番配列を無視した測量図を作成した上で販売した。一方で、各地で多くの新興住宅地が建設されたこの時期、あまりの登記申請の多さに、法務局は現地確認をろくにしないまま登記許可を出してしまったという。そのため、約12万㎡にわたって地図混乱問題を生じさせることとなった。
具体的には、「地権者不明の土地」、「所在地不明の地番」、「複数の地番が重なり合う土地」などの事例がみられる。そもそもの地図が明治時代に作成されたもので、その後に何の訂正も加えられておらず、実際に使用される現状とは大きくかけ離れている。
1992年（平成4年）に当地区に2筆の土地を保有していた当時の宅地造成主が死亡。この者に相続人がいなかったため、土地が家庭裁判所の管理下に置かれ、任命された相続財産管理人により競売に付された。その後、当地区周辺で宅地開発が進むにつれ、問題が顕在化。「住吉台に住んでいるあなたたちは全員（土地所有権のない）『占有状態』です」などと法務局の職員から言われる中で、境界紛争など、少なくとも10件の民事裁判が提起された。地図混乱問題に気づいた法務局が1995年（平成7年）から当地区の実態調査に乗り出したものの、登記は存在するが実際の土地がない「所在地不明の地番」（いわゆる幽霊土地）の存在が41件確認され、正確な地図作成には至っていない。

## 住環境

### 停滞する社会基盤整備

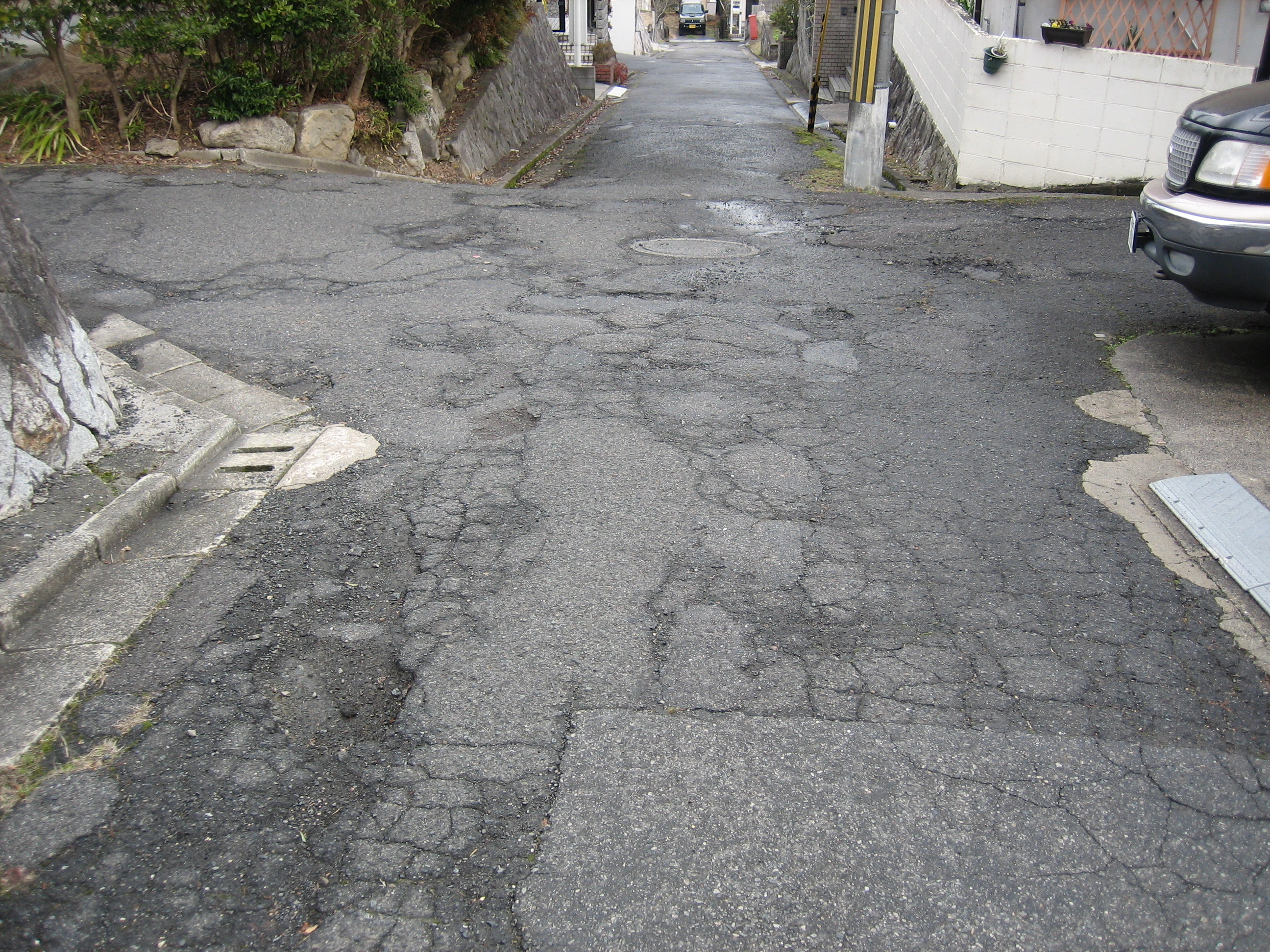
損傷の目立つ住吉台の道路

上水道は普及しているものの、下水道は分譲業者が一部で設置したのみで、整備が進んでいない。多くの住民は、し尿処理のみに対応した「単独処理浄化槽」および生活排水を地下に放水する「浸透枡（しんとうます）」を利用している。柔らかいとされる地盤に、さらに多くの水が流れ込むとともに、汚水を事実上、琵琶湖に垂れ流している状況にある。
悪質な業者が道路の所有権を主張して道路を封鎖するなどのトラブルも、これまで絶えなかったという。宅地内に造成された生活道路は市道として認定してもらえず、すべてが位置指定さえも受けていない私道である。そのため、古い下水管の漏水で土砂が流出し道路の陥没が頻発するも、復旧費用は住民が負担しなければならない状況にある。

### 自然災害に対する脆さ

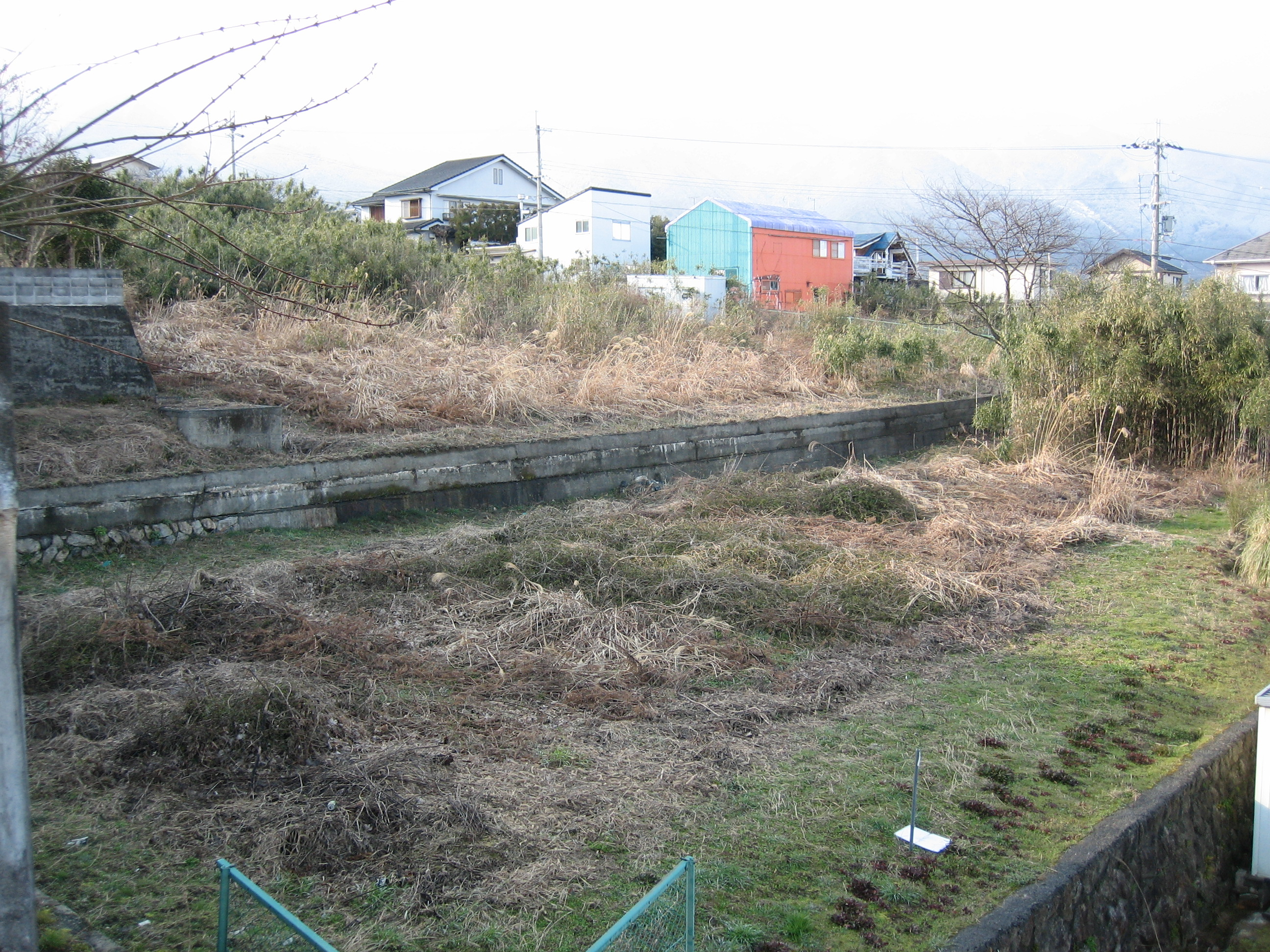
地区内のがけ 複数の地権者が存在する

2008年（平成20年）夏から、老朽化した下水道管から漏水し、アスファルトの下が空洞化したことが原因で、地区内道路5か所が陥没した。行政による支援が受けられないため、住民が必要資金を出し合って、取りあえずの応急処置を施してはいるが、本格的な下水道整備の費用は工面できず、漏水は続いたままである。それどころか、整備のために地区内に入ったミキサー車の重量に耐えきれず、道路がさらに陥没する事態を招き、当地区住民は不便な生活を強いられている。
2010年7月には、豪雨により地区内に高さ約10m、幅約8mにわたって土砂が流れ出るがけ崩れが発生。がけの上にある2軒の住宅は基礎部分が崩れ落ち、家屋全体が崩落する危険があるため、住居に立ち入りできない状況となった。しかし、2軒の住宅の番地が地図では別の土地に所在することになっている上に、このがけ崩れの現場も登記上は複数の地権者が存在している。復旧工事を開始するためには、これら地権者全員の許可が必要とされる。大津市などが地権者を特定し、同意書を集めるのに約1か月かかったという。

## 問題解決に向けて
法務局が2004年（平成16年）に、地図作成の基礎となる基準点を設置した。2009年（平成21年）5月に法務省民事局長も「住吉台の地図混乱は深刻な問題。地元と連携、協議しつつ登記簿備付地図への環境を整えていく」と答弁。6月に大津地方法務局に対策室が設置され、「登記されている土地の位置が現地で確認できない土地について、土地所有者の見解を確認する作業」、「道路測量」、「地図作成範囲（内外線）の特定作業」「空き地の地権者の占有状況調査作業（建物調査を含む）」などを行っている。
また、同年10月31日および2010年10月30日に、大津地方法務局により当地区の地権者を対象にした説明会を開催。地図混乱は住吉台地区全域に及ぶとした上で、問題解決に向けた事前作業として、登記されている土地の位置を現地で確認するとともに、確認できない場合には、所有者の意見を聴いた上で道路部分の測量を行う考えを示し、12月より地図作成目的の「団地内道路測量」が開始された。
8月には大津市議会で『和邇北浜地先の住吉台団地における「地図混乱問題の早期解決」に関する請願』が採択されたことから、大津市長が民主党滋賀県連を通じて法務大臣に問題解決の要望を陳情。同時に、大津市では「地図混乱専門の対策室」を設置して3名のスタッフが住吉台の過去の登記の記録などを集めるほか、住民の相談にも乗るなどの対応を始めている
。

## 名所・旧跡

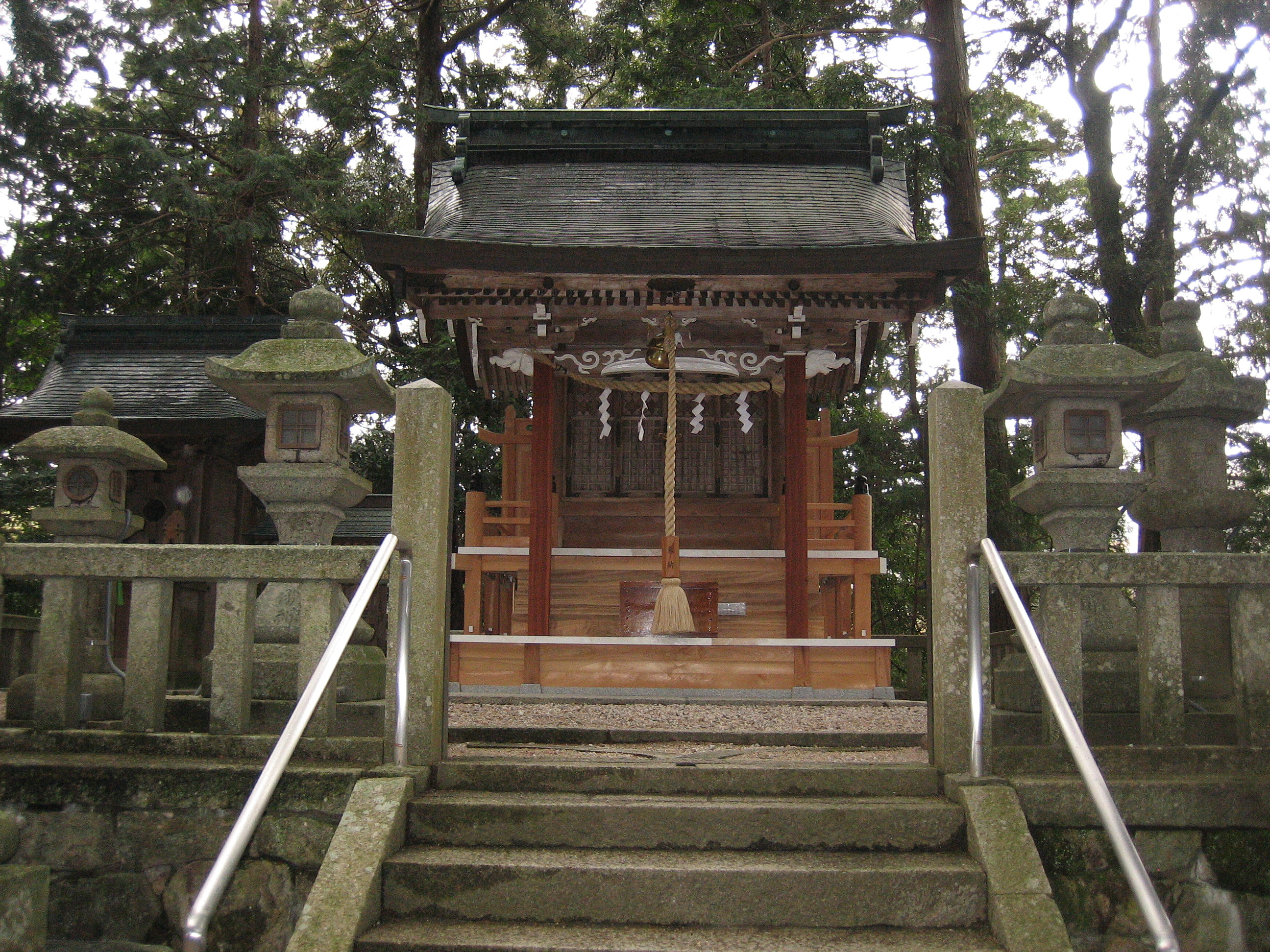
住吉神社本殿

住吉神社
1010年（寛弘7年）、琵琶湖で時化（しけ）に遭った清仁親王（きよひとしんのう、花山天皇の皇子）が、船首で住吉大神の加護を祈り、当地周辺の漁師に助けられたという。その縁から当社社殿を構えたとされる。
当地では長らく、大津市坂本に建つ「日吉大社摂社三宮神社」（日吉三之宮）を氏神として祀りながら、多くの住民は当社も氏神同然に敬う。鎮座千年を迎えた2010年には、旧来の簡素な末社造りの本殿に、階段などの増築を施した「本殿造り」に改修された。毎年5月の第2日曜日、同市和邇中の天皇神社で行われる「和邇祭」には、当社祭神を賓客に迎えている。

## 地域活動
住吉台の自治会の中に土地問題特別委員会を作り、街づくりニュースの発行・測量の見直し・地図混乱問題を取材するマスコミへの対応・専門家との協力体制の確立・道路土地問題基金の取り組みが行われている。また、住宅地内の道路が私道となっているので、自治会が中心となって道路の側溝修繕・漏水や陥没の復旧に対応している。
住吉台地番整理協議会
当地区の地権者から基金出資を受けて結成された任意団体。2010年12月現在で、地区住民のおよそ4分の3が加入している。地元を代表して、国会議員を始め、大津地方法務局、大津市などに向けて地図混乱問題に苦しむ当地区の現状を訴えるほか、地区内を通る私道部分すべてを大津市に無償寄付する方針を掲げ、問題解決を目指して活動している。